# Bohier
Die bürgerliche Familie Bohier (auch Bohyer und Boyer) aus Issoire in der Auvergne nahm am Hof der Könige Karl VII., Ludwig XI., Karl VIII. und Franz I. eine herausragende Stellung ein, die im Wesentlichen durch ihre Verbindungen zu den Familien Le Prat (oder Duprat) und Briçonnet stabilisiert wurde und mit der Erhebung in den Adelsstand (1490) einen ersten Höhepunkt fand.
Die bekanntesten Angehörigen der Familie sind die Brüder Antoine Bohier († 1519), Erzbischof von Bourges und Kardinal, und Thomas Bohier († 1524), der den Bau des Schlosses Chenonceau finanzierte.
Der Tod Thomas Bohiers und eine anschließende Amtsprüfung führten zum Sturz der Familie, zum Verlust von Chenonceau und ihres höfischen Einflusses. Die Bohier starben in der ersten Hälfte des 17. Jahrhunderts aus.

## Stammliste

### Die Bürger von Issoire
1. Robert Bohier, fl. 1380, Bürger von Issoire
  1. Jean Bohier, Bürger von Issoire
    1. Jean Bohier, Bürger von Issoire
      1. Laurens Bohier, fl. 1410
      2. Robert Bohier, Bürger von Issoire
      3. Antoine Bohier, Bürger von Issoire; ⚭ Catherine Chaudon (aus Brioude)
      4. Austremoine Bohier, Seigneur et Baron de Saint-Cirgues-sur-Couze (1460 gekauft), Bürger und Konsul von Issoire, Sekretär der Könige Karl VII., Ludwig XI. und Karl VIII., 1490 geadelt; ⚭ (1) NN (Bayard?); ⚭ (2) um 1465 Béraude (alias Anne) du Prat, Tochter von Annet I. du Prat, Bürger von Issoire, und Béraude Charrier – Nachkommen siehe unten
      5. Jacqueline Bohier; ⚭ Antoine du Prat, Seigneur de Veyrières (Verrières), Bürger und Konsul von Issoire – Eltern von Antoine du Prat, 1515 Kanzler von Frankreich, 1527 Kardinal

    2. Alix Bohier; ⚭ (1) Pierre Charrier († vor 1419), Bürger von Issoire Seigneur de La Varenne; ⚭ (2) Jean Bessolle († nach 1447), Kastellan von Montgascon

### Die Barone von Saint-Cirques
1. Austremoine Bohier, Seigneur et Baron de Saint-Cirgues-sur-Couze (1460 gekauft), Bürger und Konsul von Issoire, Sekretär der Könige Karl VII., Ludwig XI. und Karl VIII., 1490 geadelt; ⚭ (1) NN (Bayard?); ⚭ (2) Béraude (alias Anne) du Prat, Tochter von Annet I. du Prat, Bürger von Issoire, und Béraude Charrier – Vorfahren siehe oben
  1. (1) Henri Bohier († nach Januar 1535), Seigneur de La Chapelle-Bellouin (im Loudunois), de La Chesnaye et de La Meilleaye (Touraine) etc., 1494 Sekretär des Königs, 1509–1520 Trésorier de France und Receveur-Général des Finances, Général des Finances du Languedoc, 1522 Seneschall de Lyon et du Lyonnais, 1506 Bürgermeister von Tours, Bailli von Mâcon; ⚭ Claude Picot, Tochter von Macé Picot, Notar und Sekretär des Königs, und Marguerite Bourdin
    1. Antoine Bohier († vor 1561) Seigneur de La Chesnaye etc., Trésorier-général des Finances de France; ⚭ 1549 Anne Hennequin, Tochter von Nicolas I. Hennequin und Jeanne Le Gras oder Isabeau de Thumery
    2. Maguerite Bohier; ⚭ (1) François du Pré, Seigneur de Chamignaux, Vicomte de Bayeux († vor 1529); ⚭ (2) Antoine de Maugiron, Seigneur de Leyssins etc.
    3. Charlotte Bohier; ⚭ Claude Brachet, Seigneur de Palluau und/oder 22. Januar 1512 Pierre de Conyngham, Seigneur de Cangé
    4. Suzanne Bohier; ⚭ François du Régnier, Seigneur de Chansay und/oder François Abot, Seigneur de La Bretonnière et de La Meilleraye

  2. (1) Alix Bohier; ⚭ Jacques Chambon, Seigneur de Stignac, Mazerat et Montpensier (bei Vodable, Auvergne)
  3. (2) Antoine Bohier (* 1462 in Issoire; † 27. November 1519 in Blois), Erzbischof von Bourges, 1517 Kardinal
  4. (2) André Bohier († jung)
  5. (2) Jean Bohier (* um 1464 in Issoire; † 30. Juli 1522), 1508 Bischof von Nevers
  6. (2) Thomas Bohier (* um 1465; † 24. März 1524) (neuer Stil) in Vigelli (Herzogtum Mailand), Chevalier, 24. April 1501 Baron de Saint-Cirgues, später Seigneur de Chenonceaux, Ratgeber und Kammerherr der Könige Ludwig XI., Karl VIII. und Franz I., etc.; ⚭ (1) 1489 Madeleine Bayard († um 1513), Tochter von Antoine Bayard und Jeanne de Belleteste; ⚭ (2) Katherine Briçonnet († 3. November 1526), Tochter von Guillaume Briçonnet, Général des Finances, und Raoulette de Beaune de Semblançay, der Schwester Jacques de Beaunes
    1. Marie Bohier; ⚭ (Ehevertrag 25. Dezember 1512) Annet de Montmorin, Seigneur de Nades, Espinasse et Aubières, Gouverneur des Bourbonnais († 1557)
    2. Antoine (II.) Bohier († 1569), Chevalier, Baron de Saint-Cirgues, Seigneu de Chenonceaux, etc., Bürgermeister von Tours 1531/32 und 1545/46, Gouverneur von Touraine 1543 bis 1560; ⚭ (1) Anne Poncher, Dame de Villemenon, dann Dame de Lésigny, Tochter von Louis Poncher, Général des Finances, und Robine Le Gendre; ⚭ (2) Anne (alias Marie) de Moustiers
    3. François Bohier († 1566?), Koadjutor (1534) und dann Bischof von Saint-Malo (1536)
    4. Guillaume Bohier, Seigneur Panchien et de Longuetouche, Conseiller du Roi, Bailli du Cotentin, Bürgermeister von Tours 1536, 1549 und 1553; ⚭ Marie d’Alès, Dame d’Orfeuille et de Baudry
      1. Thomas Bohier, Seigneur de Nazelles et de Panchien, Abt von Bernay, Dekan von Saint-Gatien in Tours
      2. François Bohier, Malteserordensritter, gefallen bei der türkischen Belagerung von Saint-Elme
      3. Claude Bohier, Seigneur d’Orfeuille, de Baudry et de Nazelles; ⚭ Thomasse Caillueau, Dame de La Bellière
        1. Honorat Bohier, Seigneur du Plessis, gefallen in der Festung Metz
        2. Henri Bohier
        3. Thomasse Bohier; ⚭Barthélémi de Balzac, Seigneur de Saint-Paul
        4. Marguerite Bohier, Dame de Nazelles; ⚭ ? Valentin, Seigneur de Marcé et de Louppes

      4. Antoine Bohier, Seigneur d’Orfeuille, Jubainville, Saint-Martin-Le-Beau et La Rochebourde (Touraine); ⚭ 26. April 1571 Isabeau (Isabelle) de Miremont
        1. Michel, François und Claude Bohier, ohne Nachkommen
        2. Sohn; ⚭ Marguerite de La Fosse
        3. Ètienne Bohier; ⚭ 23. April 1636 Catherine de Verneuil
        4. Nicolas Bohier, zwei Mal verheiratet, keine Nachkommen
        5. Jeanne Catherine (alias Anne Marie) Bohier, Mätresse von Charles de Bourbon, comte de Soissons, mit dem sie zwei Töchter hatte; ⚭ 1601 René Gaubert, Seigneur de La Roubaudière (bei Nogent-le-Rotrou) († nach 1632)
        6. Anne Bohier; ⚭ (Ehevertrag 15. Januar 1595) Léonard Rancher, Baron de La Gitonnière et de Lugny, Maître des Comptes in Paris, Conseiller d’État, Sohn von Antoine Rancher und Françoise Piron

      5. Marguerite Bohier; ⚭ (1) (Ehevertrag vom 12. Oktober 1569) Jean II. de La Loëre, Seigneur de Sazeret et Chaumes (Bourbonnais) († 1584/87), Sohn von Antoine I. de La Loëre, Seigneur de Sazeret-en-Bourbonnais, und Claude Morin de Martilly; ⚭ (2) 19. Februar 1590 François Boudet, Seigneur du Max, de Prémilhat et de Combrailles
      6. Marie Bohier; ⚭ 17. September 1551 Jean Bayard, Baron de La Fond, Seigneur de Vansac, Maître d’hôtel der Königin Caterina de’ Medici

    5. Gilles Bohier († 1561), 1546 Bischof von Agde
    6. Anne Bohier, Erbin der Güter bei Saint-Martin-le-Beau; ⚭ Nicolas de Cerisay, Baron de la Rivière, Bailli du Cotentin († vor 2. Mai 1533)
    7. Jeanne Bohier; ⚭ Antoine du Bois, Seigneur de Fontaines-Marans, Maître d’hôtel des Königs Karl VIII. (Le Bois (Adelsgeschlecht))
    8. Tochter; ⚭ Jean de la Chesnaye, Général des Finances d’outre-Seine et Yonne
    9. Jeanne Bohier; ⚭ Claude de La Croix, Baron de Plancy, Vicomte de Semoine († 15. Dezember 1560)
    10. Tochter; ⚭ ? NN, Seigneur de Clervaux
    11. Tochter; ⚭ ? NN, Seigneur de La Bastide

  7. (2) Catherine, Claude, Charlotte und Geneviève Bohier
  8. (2) Madeleine Bohier; ⚭ Jean Robertet (* um 1402; † um 1494), Notar und Sekretär der Könige Karl VII., Ludwig XI. und Karl VIII.
  9. (2) Jeanne Bohier; ⚭ 6. Oktober 1493 Jean (II.) du Bois, Seigneur de Fontaines (Le Bois (Adelsgeschlecht))